# Onthophagus semivestitus
Onthophagus semivestitus là một loài bọ cánh cứng trong họ Bọ hung (Scarabaeidae).